# Erik il Rosso
Erik Thorvaldsson, (in norreno Eiríkr Þórvaldsson), noto come Erik il Rosso (Eiríkr hinn rauði), (Jæren, 940 circa – Brattahlíð, 1002 circa), è stato un condottiero ed esploratore norreno.
Detto il "Rosso" per il colore dei capelli e della barba, è noto secondo le saghe per aver raggiunto la Groenlandia e avervi fondato il primo insediamento europeo.
Secondo le saghe islandesi come la saga eponima, Erik nacque nel distretto Jæren della contea di Rogaland, in Norvegia, ed era figlio di Thorvald Asvaldsson. Quando Thorvald venne bandito dalla Norvegia, salpò a occidente verso l'Islanda con Erik e la sua famiglia. In Islanda Erik sposò Þjódhild Jorundsdottir con la quale ebbe quattro figli, tra cui il noto esploratore Leif Erikson. Intorno all'anno 982, Erik fu esiliato dall'Islanda per tre anni, durante i quali esplorò la Groenlandia, missione che culminò nel primo insediamento europeo dell'isola.

## Storia

### L'esilio
Nato nel 940 circa in Norvegia, fu esiliato per aver commesso un omicidio aiutato dal padre Thorvald, e dovette fuggire in Islanda. Qui si stabilì sulla costa occidentale, ma dopo poco tempo, intorno al 982 fu esiliato per tre anni dall'isola per un ennesimo omicidio, stavolta in una rissa.

### Le esplorazioni

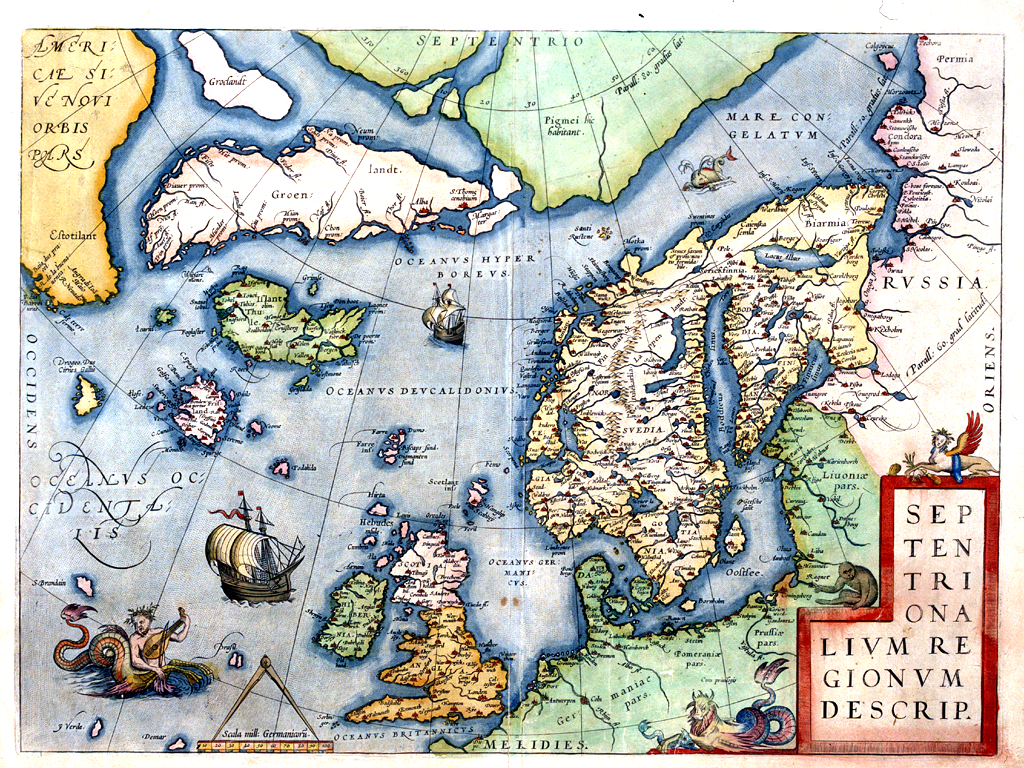
Mappa della regione settentrionale (incluse alcune isole fantastiche) di Abraham Ortelius, ca. 1573

Assieme alla sua famiglia e ad alcuni coloni partì alla ricerca delle isole che i pescatori islandesi dicevano si trovassero a nord-ovest. Nel 985 approdò sulla costa meridionale della Groenlandia.
Allo scadere del bando, nel 988 tornò in Islanda alla ricerca di altri coloni. Egli parlò loro della nuova terra come una terra verde e rigogliosa, da cui il nome Groenlandia che significa Terra Verde. Assieme a loro ripartì per la Groenlandia con 25 navi di cui solo 14 arrivarono a destinazione. I nuovi coloni si stabilirono nei fiordi sudoccidentali dell'isola (tra cui l'Østerbygd), mentre Erik si stabilì a Brattahlid (vicino a Julianehaab), nel fiordo che da lui prese il nome (l'Eriksfjord), dove divenne capo della comunità. Il figlio Leif introdusse il Cristianesimo nell'isola intorno all'anno 1000, ma il padre rifiutò di convertirsi. Erik morì nell'isola tra il 1003 e il 1007 durante un'epidemia invernale.

## I discendenti di Erik
Erik il Rosso e sua moglie Þjóðhildr (Thjodhildr) ebbero quattro figli: una femmina, Freydís, e tre maschi, gli esploratori Leif Erikson, Þorvaldr Eiríksson e Thorsteinn. Erik rimase seguace del paganesimo nordico, nonostante suo figlio Leif e la moglie di questi costruissero la prima chiesa cristiana nelle americhe presso la loro cascina. Sembra inoltre che Leif sia stato il primo ad introdurre il cristianesimo in Groenlandia.
Nonostante non fosse il primo vichingo ad avvistare il continente nordamericano, Leif Erikson divenne il primo ad esplorare il Vinland (da win vino/vite, e land terra), la parte settentrionale dell'attuale Terranova. Leif invitò suo padre a viaggiare con lui, ma secondo la leggenda Erik cadde da cavallo e prese questo avvenimento come un cattivo auspicio, lasciando che suo figlio continuasse il viaggio senza di lui. Erik morì durante il primo inverno dopo la partenza del figlio. Leif non seppe nulla della morte del padre fino al suo rientro in Groenlandia.
L'altro figlio di Erik, Thorvald, perse la vita in America settentrionale, mentre cercava di risalire il fiume San Lorenzo, scontrandosi con alcuni nativi. Il racconto della scoperta della Terranova, in passato ritenuto leggendario, è stato confermato nel 1961 dalla scoperta di alcune tombe vichinghe dell'XI secolo a L'Anse aux Meadows.